# Barcis
Barcis (Barcis en frioulan) est une commune italienne d'environ 300 habitants de la province de Pordenone, dans la région autonome du Frioul-Vénétie Julienne. Elle est connue par son lac artificiel touristique, le lac de Barcis.

## Administration
| Période                                  | Période | Identité | Étiquette | Qualité |
| ---------------------------------------- | ------- | -------- | --------- | ------- |
|                                          |         |          |           |         |
| Les données manquantes sont à compléter. |         |          |           |         |

### Communes limitrophes
Andreis, Aviano, Chies d'Alpago, Claut, Frisanco, Montereale Valcellina, Tambre.

## Honneurs
L'astéroïde (379767) Barcis est nommé en son honneur.